# Macronemurus schoutedeni
Macronemurus schoutedeni is een insect uit de familie van de mierenleeuwen (Myrmeleontidae), die tot de orde netvleugeligen (Neuroptera) behoort. 
Macronemurus schoutedeni is voor het eerst wetenschappelijk beschreven door Navás in 1930.